# Hans Drexler
Hans Drexler was een Zwitsers zwemmer. Hij nam deel aan de Olympische Zomerspelen van 1920 in Antwerpen.

## Belangrijkste resultaten
Drexler was een van de 77 Zwitserse deelnemers aan de Olympische Zomerspelen van 1920.
Binnen het discipline van het zwemmen op deze Spelen nam Drexler deel aan de 1.500 m vrije slag. In deze competitie werd hij tijdens de reeksen van de op 22 augustus 1920 vierde in zijn reeks. Enkel de eerste twee konden zich echter plaatsen voor de volgende ronde, waardoor hij in de eerste ronde werd uitgeschakeld.

### Olympische Zomerspelen
| Jaar | Plaats    | Discipline | Resultaten                      |
| ---- | --------- | ---------- | ------------------------------- |
| 1920 | Antwerpen | Zwemmen    | 4e (reeksen) 1.500 m schoolslag |